# On wam nie Dimon
On wam nie Dimon (ros. Он вам не Димон) – rosyjski film dokumentalny z 2017 r. w reżyserii Aleksieja Nawalnego, przedstawiający domniemany skrywany majątek ówczesnego premiera Rosji Dmitrija Miedwiediewa. Producentem jest założona przez Nawalnego Fundacja Walki z Korupcją.
Tytuł filmu wywodzi się od wypowiedzi rzeczniczki prasowej Miedwiediewa, Natalii Timakowej, sugerującej okazywanie większego szacunku przez rosyjskich internautów wobec premiera, i zaprzestanie używania lekceważącego zwrotu „Dimon”, będącego zdrobniałą formą od imienia Dmitrij.
Film zyskał szybką popularność w Internecie, w ciągu miesiąca obejrzano go ponad kilkanaście milionów razy. Został szeroko dostrzeżony w mediach zagranicznych. Publikacja przyczyniła się do wielotysięcznych antyrządowych manifestacji z 26 marca 2017, które odbyły się w licznych rosyjskich miastach. Jednym z głównych postulatów protestujących była walka z korupcją.
Sąd w Moskwie 31 maja 2017, w procesie wytoczonym Nawalnemu przez wymienionego w filmie biznesmena Aliszera Usmanowa, nakazał usunięcie materiału z serwisu YouTube z powodu naruszeń dóbr osobistych prezentowanych w nim osób. Autorzy filmu sprzeciwiali się decyzji sądu i zapowiedzieli niewykonanie orzeczenia.